# Iso Sääksjärvi (sjö i Vesanto, Norra Savolax)
Iso Sääksjärvi är en sjö i kommunen Vesanto i landskapet Norra Savolax i Finland. Den är 0,7 meter djup. Arean är 35 hektar och strandlinjen är 2,58 kilometer lång. Sjön  ingår i Kymmene älvs huvudavrinningsområde.   Den ligger omkring 57 kilometer väster om Kuopio och omkring 320 kilometer norr om Helsingfors. 